# Bödmerenwald

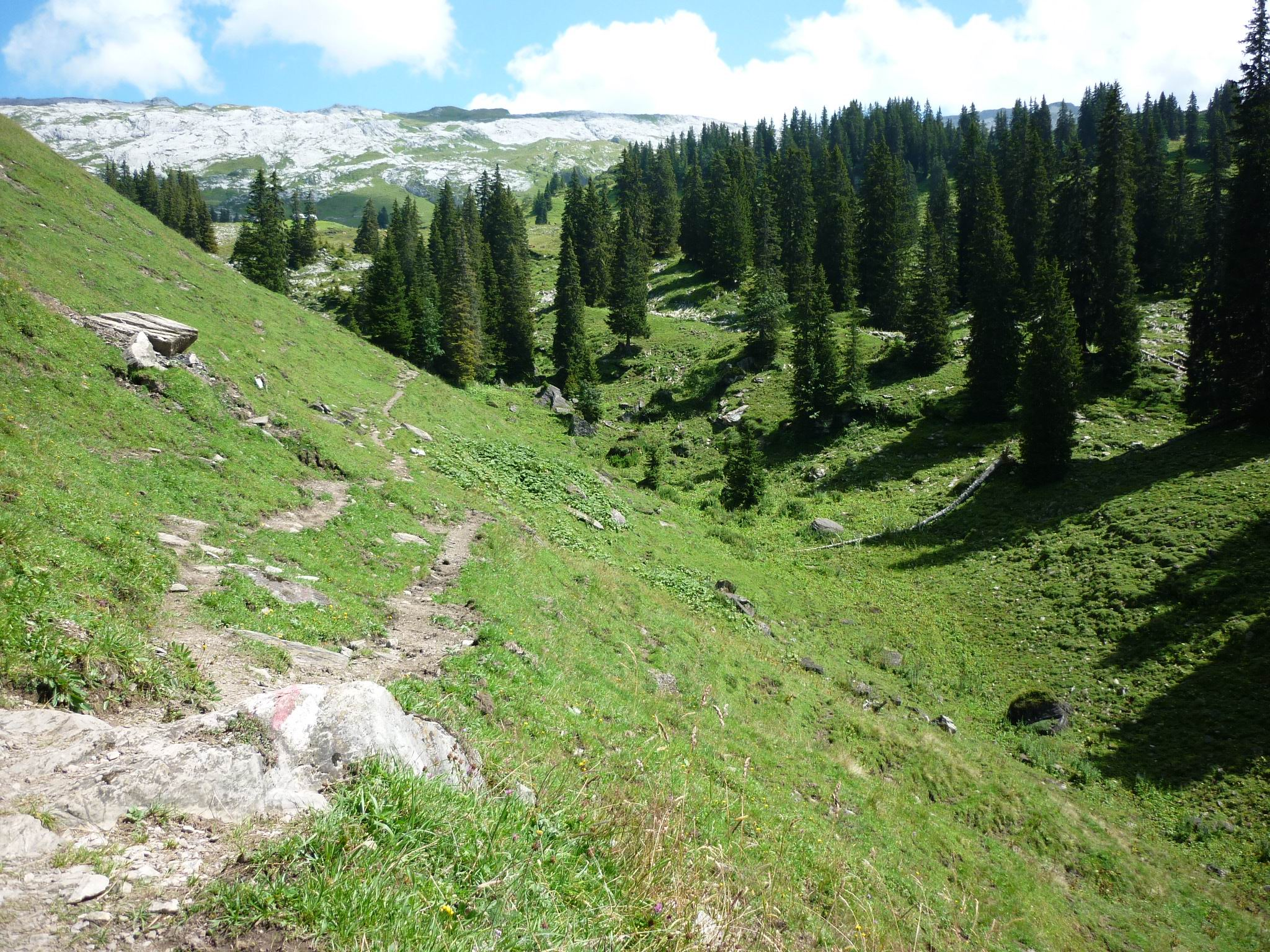
Urwald Bödmeren und Karstgebiet der Silberen

Der Bödmerenwald im Kanton Schwyz liegt am Ende des Muotatals Richtung Pragelpass. Er ist mit etwa 450 Hektar einer der grössten Urwälder des Alpenraums. Der Kernbereich des Bödmerenwaldes von rund 150 ha besteht primär aus unberührtem Fichten-Urwald. Umgeben wird dieser Kernbereich von ca. 200 ha zwar forstlich und alpwirtschaftlich genutzten, aber noch sehr naturnahen Wäldern. 70 ha des Kerngebietes sind als Reservat geschützt. Die ältesten Bäume des Waldes sind mehr als 500 Jahre alt.